# Minthodes numidica
Minthodes numidica là một loài ruồi trong họ Tachinidae.